# ATC-code N02
ATC-code N02  betreft de pijnstillers (analgetica) uit het Anatomical Therapeutic Chemical Classification System.

## N02AOpioide

### N02AA Natuurlijke opium-alkaloïden
N02AA01 Morfine
N02AA02 Opium
N02AA03 Hydromorfon
N02AA04 Nicomorfine
N02AA05 Oxycodon
N02AA08 Dihydrocodeïne
N02AA09 Diamorfine
N02AA10 Papaveretum
N02AA51 Morfine combinaties
N02AA58 Dihydrocodeïne, combinaties
N02AA59 Codeïne, combinaties, met uitzondering van psycholeptica
N02AA79 Codeïne, combinaties met psycholeptica

### N02ABFenylpiperidine-derivaten
N02AB01 Ketobemidon
N02AB02 Pethidine
N02AB03 Fentanyl
N02AB52 Pethidine, combinaties, met uitzondering van psycholeptica
N02AB72 Pethidine, combinaties met psycholeptica

### N02ACDifenylpropylamine-derivaten
N02AC01 Dextromoramide
N02AC03 Piritramide
N02AC04 Dextropropoxyfeen
N02AC05 Bezitramide
N02AC52 Methadon, combinaties, met uitzondering van psycholeptica
N02AC54 Dextropropoxyfeen, combinaties, met uitzondering van psycholeptica
N02AC74 Dextropropoxyfeen, combinaties met psycholeptica

### N02ADBenzomorfan-derivaten
N02AD01 Pentazocine
N02AD02 Fenazocine

### N02AEOripavine-derivaten
N02AE01 Buprenorfine

### N02AFMorfinan-derivaten
N02AF01 Butorfanol
N02AF02 Nalbufine

### N02AG Opioïden in combinatie metantispasmodica
N02AG01 Morfine met antispasmodica
N02AG02 Ketobemidone met antispasmodica
N02AG03 Pethidine met antispasmodica
N02AG04 Hydromorfon met antispasmodica

### N02AX Andere opioïden
N02AX01 Tilidine
N02AX02 Tramadol
N02AX03 Dezocine
N02AX52 Tramadol samenstellingen

## N02B Andere analgetica enantipyretica

### N02BASalicylzuurderivaten
N02BA01 Acetylsalicylzuur
N02BA02 Aloxiprin
N02BA03 Cholinesalicylaat
N02BA04 Natriumsalicylaat
N02BA05 Salicylamide
N02BA06 Salsalate
N02BA07 Ethenzamide
N02BA08 Morfolinesalicylaat
N02BA09 Dipyrocetyl
N02BA10 Benorilate
N02BA11 Diflunisal
N02BA12 Kaliumsalicylaat
N02BA14 Guacetisal
N02BA15 Calciumcarbasalaat
N02BA16 Imidazolsalicylaat
N02BA51 Acetylsalicylzuursamenstellingen zonder psycholeptica
N02BA55 Salicylamide, samenstellingen zonder psycholeptica
N02BA57 Ethenzamide, samenstellingen zonder psycholeptica
N02BA59 Dipyrocetyl, samenstellingen zonder psycholeptica
N02BA65 Calciumcarbasalaat samenstellingen zonder psycholeptica
N02BA71 Acetylsalicylzuur, samenstellingen met psycholeptica
N02BA75 Salicylamide, samenstellingen met psycholeptica
N02BA77 Ethenzamide, samenstellingen met psycholeptica
N02BA79 Dipyrocetyl, samenstellingen met psycholeptica

### N02BBPyrazolonen
N02BB01 Fenazone
N02BB02 Natriummetamizol
N02BB03 Aminofenazon
N02BB04 Propyfenazon
N02BB05 Nifenazon
N02BB51 Fenazon, samenstellingen zonder psycholeptica
N02BB52 Natriummetamizol, samenstellingen zonder psycholeptica
N02BB53 Aminophenazon, samenstellingen zonder psycholeptica
N02BB54 Propyfenazon, samenstellingen zonder psycholeptica
N02BB71 Fenazon, samenstellingen met psycholeptica
N02BB72 Natriummetamizol, samenstellingen met psycholeptica
N02BB73 Aminofenazon, samenstellingen met psycholeptica
N02BB74 Propyfenazon, samenstellingen met psycholeptica

### N02BEAniliden
N02BE01 Paracetamol
N02BE03 Fenacetine
N02BE04 Bucetine
N02BE05 Propacetamol
N02BE51 Paracetamol, samenstellingen zonder psycholeptica
N02BE53 Fenacetine, samenstellingen zonder psycholeptica
N02BE54 Bucetine, samenstellingen zonder psycholeptica
N02BE71 Paracetamol, samenstellingen met psycholeptica
N02BE73 Fenacetine, samenstellingen met psycholeptica
N02BE74 Bucetine, samenstellingen met psycholeptica

### N02BG Andere analgetica en antipyretica
N02BG02 Rimazolium
N02BG03 Glafenine
N02BG04 Floctafenine
N02BG05 Viminol
N02BG06 Nefopam
N02BG07 Flupirtine
N02BG08 Ziconotide

## N02CAntimigraine-preparaten

### N02CA Ergot alkaloïden
N02CA01 Dihydroergotamine
N02CA02 Ergotamine
N02CA04 Methysergide
N02CA07 Lisuride
N02CA51 Dihydroergotamine, samenstellingen
N02CA52 Ergotamine, samenstellingen zonder psycholeptica
N02CA72 Ergotamine, samenstellingen met psycholeptica

### N02CB Corticosteroidderivaten
N02CB01 Flumedroxone

### N02CC Selectieveserotonine(5-HT1) agonisten
N02CC01 Sumatriptan
N02CC02 Naratriptan
N02CC03 Zolmitriptan
N02CC04 Rizatriptan
N02CC05 Almotriptan
N02CC06 Eletriptan
N02CC07 Frovatriptan

### N02CX Andere antimigraine-preparaten
N02CX01 Pizotifen
N02CX02 Clonidine
N02CX03 Iprazochrome
N02CX05 Dimetotiazine
N02CX06 Oxetoron